# Rainbow (álbum de Mariah Carey)
Rainbow é o sétimo álbum de estúdio da artista musical estadunidense Mariah Carey. O seu lançamento ocorreu em 2 de novembro de 1999 pela Columbia Records. O álbum seguiu o mesmo padrão dos dois álbuns anteriores de Carey, Daydream (1995) e Butterlfy (1997), nos quais ela começou sua transição para o mercado urban. Rainbow contém uma mistura de músicas de R&B influenciadas pelo hip hop, bem como uma variedade de baladas lentas. No álbum, Carey trabalhou com produtores como David Foster e Diane Warren, que substituiu Walter Afanasieff, principal produtor de baladas que trabalhou com a cantora em seus projetos anteriores. Com a separação de seu então marido Tommy Mottola, Carey teve mais controle no estilo musical do álbum, colaborando com artistas como Jay-Z, Usher e Snoop Dogg.
Em seu álbum anterior Butterfly, Carey incorporou estilos musicais até então inéditos em seu repertório musical, como o hip-hop e o R&B. Para ir além em seus horizontes musicais, a intérprete colaborou com Jay-Z no primeiro single do disco, sendo esta a primeira faixa de Carey a ser lançada como o primeiro single de algum disco contando com outro artista. Carey compôs baladas em que seu gênero principal é o R&B e não o pop, e trabalhou com Snoop Dogg e Usher em músicas como "Crybaby" e "How Much", ambas contando com fortes batidas e ritmos de R&B. Diversas das baladas que Carey compôs durante o período de elaboração do disco, incluindo "Thank God I Found You" (junto com Terry Lewis) e "After Tonight" (junto com Diane Warren), refletem sentimentos que ela experimentou em sua vida pessoal.
Rainbow recebeu revisões mistas por parte da mídia especializada, a qual prezou a contínua mudança do gênero adulto de seu passado. Entretanto, sua produção foi criticada por parte dos avaliadores, que sentiram que o álbum não era tão forte ou tão distinto como Butterfly. O disco obteve um bom desempenho comercial, liderando as tabelas musicais da Europa e da França, ao passo que qualificou-se entre os cinco álbuns mais vendidos na Alemanha, na Austrália, na Áustria, na Bélgica (região da Valônia), na Finlândia e na Suíça. Nos Estados Unidos, o projeto converteu-se no primeiro de Carey a não liderar a Billboard 200, estreando na segunda posição com vendas de 322 mil cópias em sua semana de lançamento. Foi certificado como platina tripla pela Recording Industry Association of America (RIAA), denotando vendas de 3 milhões de cópias do disco em território estadunidense em 1999. Na Europa, foi certificado como platina  duplo pela Federação Internacional da Indústria Fonográfica (IFPI), vendendo mais de 2 milhão de cópias no continente. Atualmente o álbum Rainbow já possui vendas estimadas em mais de 8 milhões de exemplares vendidos em todo mundo.
Cinco singles foram lançados do álbum: dois foram lançados internacionalmente, dois foram lançados promocionalmente e um foi lançado no continente europeu. O primeiro, "Heartbreaker", conta com a participação do rapper Jay-Z e tornou-se o décimo quarto single de Carey a liderar a tabela musical Billboard Hot 100, enquanto liderou as tabelas musicais do Canadá, da Espanha e da Nova Zelândia. O segundo single lançado foi "Thank God I Found You". Conta com a participação de Joe e 98 Degrees e foi o décimo quinto single de Carey a atingir a primeira posição da tabela Billboard Hot 100. Os dois singles sucessores, "Can't Take That Away (Mariah's Theme)" e "Crybaby", foram laçados como um duplo lado A. Estas duas faixas foram centro de uma disputa pública entre Carey e a Sony, devido a uma alegação de que a Sony não teria promovido estas duas canções como "Heartbreaker" e "Thank God I Found You" (o que estava claro para todos é que a sony queria desacelerar o sucesso da cantora para faze-la voltar ao passado controlador). "Against All Odds (Take a Look at Me Now)" — regravação da original interpretada por Phil Collins —, foi lançada apenas na Europa, liderando as tabelas musicais da Irlanda e do Reino Unido, sendo que no último país citado "Against All Odds (Look at Me Now)" tornou-se o segundo single de Carey a liderar a tabela UK Singles Chart. A artista promoveu Rainbow em sua quarta turnê (sendo sua segunda mundial), intitulada Rainbow World Tour. A turnê passou por países como a Espanha, a França, a Itália e a Singapura.

## Antecedentes
Desde seu álbum de estréia homônimo, lançado em 1990, Carey foi fortemente representada e controla por seu então marido e chefe de sua antiga gravadora Sony Music Entertainment, Tommy Mottola. Durante anos, os discos de Carey constituíam principalmente em lentas e significativas baladas, desprovidas de qualquer influência do hip hop. Enquanto gravava seu quinto álbum de estúdio Daydream em janeiro de 1995, Carey teve mais controle sobre seu estilo musical, bem como novas influências. Ela contou com as habilidades e as rimas de Ol' Dirty Bastard, que é o artista participante no remix de seu single "Fantasy". Enquanto Mottola estava hesitante no início, o esforço da cantora valeu a pena: a canção liderou diversas tabelas musicais ao redor do mundo, com a crítica especializada citando a faixa como uma das primeiras de Carey a juntar o pop e o R&B.
Durante a gravação e a concepção de seu sexto álbum de estúdio Butterfly em 1997, Carey se separou de Mottola, deixando o período de controle do disco inacabado. Após a sua separação com Mottola, Carey colaborou com artistas mais jovens do R&B e do hip hop, além de seu trabalho já considerado "habitual" com os produtores de baladas Walter Afanasieff e Kenneth "Babyface" Edmonds. Ao passo que o álbum incorporou gêneros e componentes que não estavam presentes nos projetos anteriores de Carey, Butterfly também incluiu canções influenciadas por suas baladas clássicas, bem como composições que infundiram o R&B. Enquanto a Sony concordou que Carey trabalhasse com novos produtores e compositores como P. Diddy e Bone Thugs-n-Harmony, a gravadora estava focada em promover as baladas do disco. Depois de "Honey", lançada como o primeiro single de Butterfly em setembro de 1997, a Sony suspendeu a promoção de composições influenciadas pelo R&B e lançou a balada "My All" como o segundo single do disco. Rainbow foi inspirado por Butterfly e inclui influências do R&B e do hip hop.

## Desenvolvimento e gravação
"Eu amo Nova Iorque. Mas se eu estiver lá, eu quero sair; os amigos vêm para o estúdio, o telefone toca constantemente. Mas, em Capri, eu estou em um lugar remoto, e eu não posso encontrar com ninguém. Senti que em Capri eu seria capaz de terminar o álbum de forma eficaz e em um cronograma mais curto. E eu consegui. Eu fiz isso em três meses, eu estava tipo 'tirem-me desta gravadora!' Eu não podia levá-la. A situação [entre mim e a Sony] estava se tornando cada vez mais difícil.

—Carey falando sobre a decisão de gravar Rainbow em Capri.
Durante a primavera estadunidense de 1999, Carey iniciou o desenvolvimento de seu último álbum com a Sony, gravadora de seu ex-marido. Luis Miguel, namorado da cantora na época, estava embarcando em uma turnê europeia. Para passar mais tempo com Miguel, ela decidiu gravar o disco em uma ilha isolada em Capri, Itália, descobrindo que o isolamento iria ajuda-la a completar o álbum mais rápido. Nesta época, a relação tensa entre a artista e a Sony afetou a sua parceria com Walter Afanasieff, que trabalhou extensivamente com Carey em sua fase de maior sucesso. Além de suas crescentes diferenças criativas, Mottola concedeu à Afanasieff mais oportunidades de trabalhar com outros artistas. Ela sentiu que Mottola estava tentando separá-la de Afanasieff apenas para manter a sua relação com a Sony permanentemente tensa. Devido à pressão e o relacionamento que Carey já tinha desenvolvido com a Sony, ela completou o álbum em um período de três meses no verão estadunidense de 1999, mais rápido do que qualquer um de seus outros álbuns.
Assim como em seus lançamentos anteriores, Carey co-compôs e co-produziu o material do disco, trabalhando com diversos artistas e produtores do hip hop e do R&B, como Jay-Z, Terry Lewis, Usher, Snoop Dogg, Missy Elliott, Jermaine Dupri e Bryan-Michael Cox. Para o primeiro single do álbum, a intérprete trabalhou com Jay-Z e DJ Clue. Na primeira estadunidense de 1999, Carey trabalhou com Clue em diversos ganchos e melodias para o single carro-chefe. Após algumas horas, eles decidiram uma estrela do hip hop da faixa, que eventualmente foi Jay-Z. Trey Lorenz, amigo e vocalista de apoio de longa data da cantora — que também participa na regravação de "I'll Be There", dos The Jackson 5 —, adicionou alguns "vocais [de apoio] masculinos e suaves". A artista trabalhou com Lewis e Jam na balada "Thank God I Found You". Ela já havia estado no estúdio com a dupla várias vezes antes de chama-los para encontrá-la no estúdio, dizendo que já havia concebido o título, o gancho e a melodia do tema. Geralmente, quando Carey estava escrevendo as músicas para Rainbow, James "Big Jim" Wright iria tocar o órgão ou o piano e ajudar Carey para encontrar a "melodia certa". No entanto, desde que Wright não estava presente, Lewis tocou o órgão, enquanto Carey dirigiu-o com seus registros baixos, proporcionando a progressão de acordes. Eles compuseram a canção e gravaram os vocais da cantora. Sabendo que ela queria introduzir um vocalista masculino na faixa, Lewis levou para o estúdio o cantor de R&B Joe e o grupo pop 98 Degrees. Pouco tempo depois, o grupo e Joe gravaram todos os seus vocais e a canção foi completada. Em uma entrevista com Fred Bronson, Lewis comentou sobre a noite em que Carey compôs "Thank God I Found You":
| “ | Tudo isso aconteceu naquela noite. Ela disse para nós o título da canção, o conceito e cantou-nos a melodia. Geralmente, nós temos Big Jim Wright sentado nesse tipo de sessões para trabalhar os acordes. Ele não estava lá, então eu tinha que trabalhar no acorde por conta própria. Então, eu estava tocando-o e havia uma parte em que eu disse: 'Cara, qual o acorde que eu vou fazer aqui?', e Mariah tem um ouvido tão bom que ela mesma me mostrou o acorde. | ” |

Enquanto o álbum ainda estava imerso no território R&B mainstream, Carey incluiu algumas de suas baladas clássicas e canções amorosas no álbum, trabalhando com compositores e produtores como David Foster e Diane Warren. A ideia de trabalhar com Warren foi sugerido por Foster, que achou que os dois seriam capazes de "criar uma boa balada" juntos. Eles compuseram e produziram a música "After Tonight". Carey sentiu que a canção era uma metáfora perfeita para o seu relacionamento com Miguel, descrevendo seu romance em Capri. Enquanto a canção foi considerada um sucesso em ambas as partes, eles descreveram a sua relação de trabalho com uma mistura de sentimentos. De acordo com Foster, que esteve envolvido na sessão de composição, Carey e Warren nem sempre concordam com as letras e a estrutura melódica do canção. Ele descreveu isso como um "relacionamento dado e levado". Warren ofereceu algumas letras, e Carey não gostou de algumas delas; ela queria algo mais complexo e detalhado. Carey produziu ganchos e letras que Warren achou que não eram um ajuste perfeito. No final, Foster sentiu que elas trabalharam de uma "maneira boa". Depois de gravar a faixa, Carey convidou Miguel para gravar a canção com ela como uma espécie de dueto. No entanto, após a gravação repentina dos versos, Foster e Carey perceberam que a canção não saiu da maneira como eles planejaram. Foster disse que a chave da canção era "muito alta"; as vozes não harmonizaram bem. Carey não teve tempo de voltar a gravar seus vocais em uma chave menor para acomodar os versos de Miguel. Posteriormente, Miguel, furioso com a falha da colaboração, enviou a Foster uma fita de demonstração. Carey, Warren e Foster também escreveu "Can't Take That Away (Mariah's Theme)", uma das baladas apresentadas em Rainbow.

## Música e letras
"Parti do ponto de vista das garotas que continuam voltando para o mesmo cara e não conseguem se controlar. Elas sabem que vão se machucar. Eu fui uma dessas garotas, então eu sei que há muitas delas lá fora".

—Carey, descrevendo as letras de "Heartbreaker"
Tal como aconteceu com Butterfly, as músicas do Rainbow foram escolhidas para solidificar a reputação de Carey como um artista eclética. Ao longo da primeira fase de sua carreira, os álbuns de Carey consistiam predominantemente de baladas pop e adult contemporary. Rainbow inovou por fundir hip hop e R&B-aromatizado, em músicas animadas com baladas mais suaves e liricamente intensas que lembram aqueles que Carey havia gravado anteriormente. "Heartbraker", primeira colaboração de Carey com Jay-Z, usou uma amostra de "Attack of the Name Game", gravada por Stacy Lattisaw, como seu gancho. O arranjo originou-se de "The Name Game", de Shirley Ellis; Lincoln Chase é creditado como compositores na faixa. Carey incorporou o gancho na melodia da música e acrescentou instrumentação. Liricamente, a música narra o desgosto que o protagonista sente depois de saber da infidelidade de seu namorado. "Thank God I Found You" apresenta vocais de Joe e 98 Degrees, bem como composições e produção de Carey e Lewis. De acordo com Carey, a música reflete sobre os eventos em sua própria vida na época, com as letras descrevendo a conclusão que a protagonista sente depois de "encontrar" seu namorado. Joe fornece o vocal masculino principal ao longo de cada verso, e 98 Degrees cantam os vocais de fundo e a ponte.
Antes da gravação do projeto, Mariah e sua irmã, Alison Carey tiveram problemas em seu relacionamento. Alison havia contraído o vírus HIV em 1988, quando tinha 27 anos, e em 1994 ela culpou Mariah por muitos de seus problemas e desgostos ao longo dos anos. Seus filhos foram levados embora e ela recebeu tratamento para o vírus e para problemas de saúde mental. Carey escreveu uma canção intitulada "Petals", no qual ela descreve como as letras mais honestas que ela já escreveu. A música conta os sentimentos de Carey por sua irmã, enquanto ilustra a dor que a traição e o sofrimento de Allison causaram. Em uma entrevista com Bronson, Carey descreveu o significado da letra de "Petals":

É uma ótima saída para eu ir ao estúdio e escrever uma música como 'Petals', que é uma das minhas músicas mais pessoais e continua sendo uma das minhas favoritas. Eu acho que [uma das] letras honestas que eu já escrevi. A música narra muitas emoções passadas que eu senti por certas pessoas próximas de mim, e o jeito que eu sinto em relação a elas e como suas ações me impactaram pessoalmente. Por essa razão, eu cantei em meus tons mais baixos, tentando adicionar aquele efeito ofegante para andar de mãos dadas com a composição da música.

"After Tonight" foi uma canção que Carey escreveu com David Foster e Diane Warren. Carey tinha sentimentos fortes sobre a música, enquanto ela escrevia sobre seu relacionamento com Luis Miguel. A música foi comparada instrumentalmente a "My All" de Butterfly, que apresenta traços de instrumentos latinos e de guitarra. Nas letras, o protagonista pergunta a seu namorado se ele ainda a ama e volta para ela "depois desta noite". O cover de Carey da música "Against All Odds (Take a Look at Me Now)" de Phil Collins, "Against All Odds", foi originalmente concebido para ser uma balada solo. A música foi refeita depois que o álbum foi lançado, com a música da banda irlandesa Westlife, substituindo a ponte instrumental da música. "Can't Take That Away (Mariah's Theme)" é uma das baladas mais edificantes do álbum, liricamente servindo como um hino para os fãs e ouvintes. Na faixa, Carey canta, era um tema pessoal dela crescendo, de não deixar os outros "derrubá-la" e não permitir que eles tirassem a luz dentro dela. "How much" é um dueto com Usher e apresenta uma amostra de "Me and My Girlfriend" de Tupac Shakur.

## Conflito com a Sony
Como aconteceu com Butterfly dois anos antes, Rainbow tornou-se o centro do conflito entre Carey e sua gravadora. Depois de se divorciar do dono da gravadora oficial da Sony e do CEO da Columbia, Tommy Mottola, a relação de trabalho de Carey com o selo deteriorou-se. Ela pretendia que "Can't Take That Away (Mariah's Theme)" fosse o terceiro single do Rainbow, já que continha um conteúdo lírico muito pessoal. No entanto, a Sony deixou claro que pretendia que o terceiro single fosse uma faixa urbana e mais otimista. As diferenças de opiniões levou a uma disputa que tornou-se pública, como Carey começou a postar mensagens em sua página no início e meados de 2000, revelando aos fãs informações sobre o conflito, bem como instruindo-os a pedir "Can't Take That Away (Mariah's Theme)" nas estações de rádio. Uma das mensagens que Carey deixou em sua página dizia:
Basicamente, muitos de vocês sabem que a situação política na minha carreira profissional não é positiva. Tem sido muito, muito difícil. Eu nem sei se esta mensagem vai chegar até você porque eu não sei se eles querem que você saiba disso. Estou recebendo um feedback muito negativo de certas pessoas corporativas. Mas eu não estou disposta a ceder.
As ações de Carey receberam uma recepção mista, com críticos e executivos elogiando suas ações corajosas em relação a uma música que ela sentiu que precisava ser ouvida, enquanto outros a criticaram por divulgar o conflito ainda mais. Logo depois, a Sony retirou a página de mensagens de Carey e iniciou negociações. Com medo de perder o maior sucesso de vendas de sua gravadora e a artista mais vendida da década, a Sony aceitou lançar a música. Carey, inicialmente contente com o acordo, logo descobriu que a música teria apenas um lançamento muito limitado e de baixa promoção, o que significava que a música não conseguiu fazer sucesso nas paradas oficiais dos EUA e tornou os gráficos internacionais extremamente difíceis de serem alcançados.

## Promoção
Antes do lançamento do álbum, Carey fez uma aparição no Pavarotti & Friends for Guatemala and Kosovo, performando "My All" e "Hero" ao lado de Luciano Pavarotti em um dueto ao vivo. O concerto foi filmado ao vivo em Modena, Itália, durante o verão de 1999 e foi lançado para venda em 21 de setembro, com fundos arrecadados sendo doados para trabalhos de socorro para desastres naturais na Guatemala e Kosovo. Carey fez vários programas de televisão ao vivo e concedeu aparições no show, e gravou seu próprio especial na Fox Broadcasting Company, intitulado The Mariah Carey Homecoming Special. Um mini-concerto filmado no antigo colégio de Carey em Huntington, Nova York, o especial foi exibido na Fox em 21 de dezembro de 1999. Carey cantou "Heartbreaker" e seu remix acompanhante no MTV Europe Music Awards, realizado em 11 de novembro de 1999, em Dublin, Irlanda. Além disso, a música foi apresentada no The Oprah Winfrey Show, no programa de paradas musicais Top of the Pops, e no The Today Show, que incluiu uma apresentação de "Can't Take That Away (Mariah's Theme)" e "Hero." "Thank God I Found You" foi performada ao vivo no American Music Awards de 2000, bem como em vários programas europeus, incluindo Top of the Pops e Friday Night's All Wright no Reino Unido, Soulier d'Or da NRJ na França, Wetten, dass..? na Alemanha, e Quelli che ... il Calcio na Itália. Os dois últimos lançamentos do álbum, "Can't Take That Away" (Mariah's Theme) e "Against All Odds", foram apresentados no The View e no Blockbuster Entertainment Awards de 2000.
Para promover Rainbow, Carey embarcou em sua quarta turnê de carreira e terceira mundialmente. Intitulada Rainbow World Tour, incluindo dezenove shows: seis na Europa, quatro na Ásia, oito nos Estados Unidos e um no Canadá. Para as duas turnês anteriores de Carey, ela só tinha visitado a Europa e a Ásia, devido à recepção mista de sua turnê de estreia em 1993. No entanto, depois de conseguir vender os ingressos em toda a Ásia e instantaneamente na Europa, Carey se sentiu segura o suficiente para mais uma vez visitar seu país natal. O set list apresentava músicas da maioria dos álbuns de estúdio anteriores de Carey, bem como algumas faixas do Rainbow. Missy Elliott e Da Brat atuaram como artistas de abertura para a parte americana da turnê. As vendas de ingressos foram muito fortes; toda a etapa americana esgotou em questão de dias. A etapa asiática e européia espelhou o sucesso comercial de suas duas turnês anteriores. As resenhas para a digressão variaram de positivas a mistas. Alguns críticos e fãs a criticando por apresentar uma "voz cansada e rouca", enquanto outros comentavam sobre a escolha do figurino usado por Carey. Vários críticos e muitos frequentadores de concertos elogiaram a turnê, chamando-a de uma intensa celebração da carreira da cantora.

### Singles

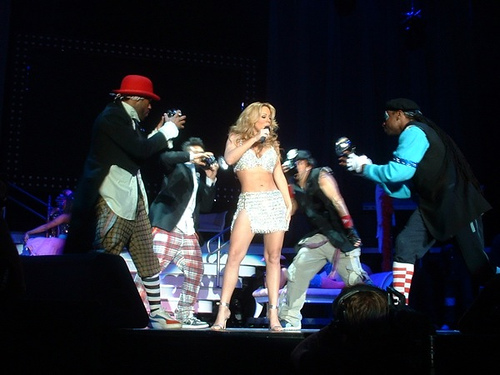
Carey performando o primeiro single, "Heartbraker", durante uma apresentação da Charmbracelet World Tour em 2003.

Cinco singles foram extraídos do Rainbow; dois foram lançamentos internacionais em todo o mundo e três foram lançamentos promocionais limitados. "Heartbraker", o primeiro lançamento mundial do disco, tornou-se o décimo quarto número um de Carey nos Estados Unidos. Além de ficar no topo da principal parada dos EUA por duas semanas, a canção alcançou o topo da parada no Canadá e da Nova Zelândia. Em outros lugares, "Heartbreaker" alcançou altas posições, atingindo a posição entre os cinco primeiros na França e no Reino Unido, e entre os dez primeiros na Austrália, Bélgica, Holanda, Alemanha e Suíça. A música recebeu críticas mistas dos críticos. Arion Berger da Rolling Stone, chamou a música de Carey de "mais insinuante: nasal, sedosa, declarativa, montada na batida da percolação". No entanto, enquanto criticou alguns dos vocais da música e a incorporação do gancho, ele elogiou seu casamento de pop e hip hop pelos versos de Jay-Z. O videoclipe da música se tornou um dos videoclipes mais caros de todos os tempos, custando cerca de US$ 2,5 milhões. O vídeo apresenta Carey visitando um cinema com seus amigos, onde ela encontra seu namorado com outra mulher. "Thank God I Found You" foi lançado como o segundo single mundial do álbum. Ao mesmo tempo em que se tornou o décimo quinto single de melhor desempenho de Carey nos EUA, a música alcançou sucesso moderado na Europa e em outros territórios. Berger escreveu que ela "soa gospel" e elogiou os vocais de Carey, assim como as harmonias de 98 Degrees. O videoclipe traz filmagens de um show ao vivo com Carey e a banda tocando a música.
"Crybaby" e "Against All Odds (Take a Look at Me Now)" foram lançados simultaneamente como um duplo Lado A, com verba para a promoção sendo muito limitada pela Sony. Essas duas músicas, especialmente a última, tornaram-se o centro de uma controvérsia pública entre Carey e sua gravadora, devido à alegada baixa promoção do álbum. Carey e Snoop Dogg foram apresentados no videoclipe de "Crybaby", com Carey interpretando uma mulher ansiosa que não consegue dormir à noite devido à infidelidade de seu namorado. Um videoclipe de "Can't Take That Away" foi lançado na mesma época, que apresenta Carey em um jardim na cobertura. Carey canta durante uma tempestade de chuva, e em direção ao encerramento do vídeo, o sol surge, trazendo um Arco iris. Para "Against All Odds (Take a Look at Me Now)", foi dado um lançamento limitado também. Depois de se apresentar moderadamente em todo o mundo, uma nova versão da música, apresentando Westlife, foi lançada na Irlanda e no Reino Unido. Tornou-se bem sucedido lá, chegando ao número um em ambos os territórios, e tornou-se a segunda melhor posição de Carey no Reino Unido. O vídeo da canção apresenta Carey e Westlife em um barco em Capri. As cenas do grupo explorando a ilha são cortadas com cenas deles no estúdio, embora Carey nunca tenha regravado seus vocais da versão original.

## Recepção critica
| Críticas profissionais        | Críticas profissionais |
| Avaliações da crítica         | Avaliações da crítica  |
| Fonte                         | Avaliação              |
| ----------------------------- | ---------------------- |
| AllMusic                      | [ 18 ]                 |
| The Baltimore Sun             | [ 19 ]                 |
| Christgau's Consumer Guide    | 2                      |
| Encyclopedia of Popular Music | [ 21 ]                 |
| Entertainment Weekly          | B+                     |
| Los Angeles Times             | [ 23 ]                 |
| MTV Asia                      | 7/10                   |
| Rolling Stone                 | [ 17 ]                 |
| USA Today                     | [ 25 ]                 |

Rainbow recebeu críticas positivas dos críticos, muitos dos quais notaram a nova direção na música de Carey. Para o Entertainment Weekly, Danyel Smith escreveu que "o que começou em Butterfly como uma partida acaba em Rainbow uma progressão - talvez a primeira prova convincente de cores verdadeiras de Carey como artista". Arion Berger, da Rolling Stone, o viu como um genuíno álbum de R&B e hip hop, uma "crônica do estado de baladas de hip-hop acessíveis no final de 1999". Além de chamar algumas das baladas de "banais", Berger concluiu sua crítica de que "Rainbow está no seu melhor - e Carey, no seu mais confortável -, quando os estilos urbanos de hip-hop e o falso R&B coexistem numa harmonia suave no meio do caminho". Elysa Gardner do Los Angeles Times escreveu em sua resenha:"exibindo uma autoridade emocional para combinar com sua perícia técnica, Carey nos dá uma visão do amor que é dinâmica, sem ser ostensivo". Steve Jones de USA Today considerou o disco 'colorido' e 'alguns de seus trabalhos mais atraentes". O crítico do Village Voice, Robert Christgau deu ao álbum uma menção honrosa de duas estrelas, indicando um "trabalho admirável que os consumidores sintonizados com sua estética dominante ou visão individual podem gostar". Ele citou "Heartbreaker" e "Crybaby" como destaques ao escrever que Carey "ao escrever que o som de Carey "não era um verdadeiro 'r&b', mas boa o suficiente para fingir ser".
Amy Linden da Vibe, ficou menos impressionada com o álbum, particularmente com as músicas nas quais Carey canta amostras de hip hop ou ao lado de rappers convidados, considerando-a uma fórmula comum - "combinando um bom cantor com um bandido rimador". Stephen Thomas Erlewine do AllMusic, disse que foi "o primeiro álbum de Carey onde ela escreveu letras pessoais e alusões à sua separação de Mottola". Ele chamou as letras de "verdadeiras" e "profundas", mas achou as músicas "pesadas demais" e "repetitivas", acrescentando que o álbum seguiu a fórmula dos discos anteriores de Carey com muita precisão. Em sua opinião, "teria sido um álbum mais eficaz se o desgosto, tristeza, e a alegria que borbulham sob as músicas fossem trazidos à tona".

## Recepção comercial

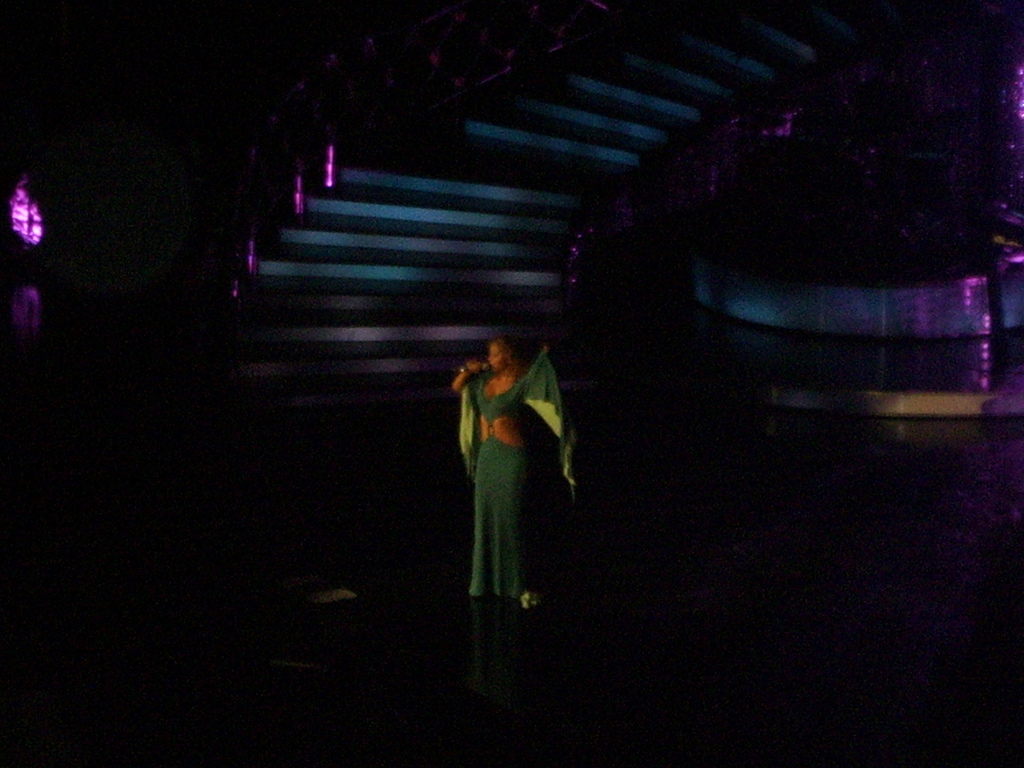
Carey performando o single "Thank God I Found You" durante sua Adventures of Mimi Tour em 2006.

Rainbow estreou em segundo lugar no ranking da Billboard 200, com 323.000 unidades vendidas, a maior venda na primeira semana da carreira de Carey na época. Em sua segunda semana, o álbum ficou no número dois, vendendo um adicional de 228.000 cópias, impedidos de conseguir o topo por Breathe de Faith Hill. Em sua oitava semana, a Rainbow experimentou suas maiores vendas semanais - durante a semana de Natal de 1999 - vendendo 369.000 cópias, enquanto estava no número nove. Tornou-se o primeiro álbum de estúdio de Carey desde Merry Christmas (1994) a não alcançar a primeira posição nos Estados Unidos. No total, Rainbow permaneceu no top vinte por dez semanas e no gráfico por trinta e cinco, fazendo uma reentrada. Foi certificado como platina-tripla pela Recording Industry Association of America (RIAA), pelas mais três milhões de cópias comercializadas nos Estados Unidos. De acordo com a Nielsen SoundScan, as vendas do álbum nos EUA estão estimadas em 2.968.000 cópias. No Canadá, Rainbow estreou no número dois no Canadian Albums Chart, e foi certificado como platina-tripla pela Canadian Recording Industry Association (CRIA). As vendas no Canadá são estimadas em 300.000 unidades.
Rainbow estreou em terceiro lugar no Australian Albums Chart, permanecendo no chart por sete semanas. O álbum foi certificado de platina pela Australian Recording Industry Association (ARIA), pelas mais de 70.000 cópias comercializadas. Na França, o álbum teve grande sucesso, estreando no topo da lista de álbuns e permanecendo entre os quarenta maiores por trinta e quatro semanas. O álbum foi certificado como platina-tripla pelo Syndicat National de l'Édition Phonographique (SNEP), com vendas estimadas de 900.000 cópias. Na Alemanha, Rainbow alcançou o terceiro lugar e recebeu uma certificação de platina pela Bundesverband Musikindustrie (BVMI), pelas mais de 500.000 unidades comercializadas. no Reino Unido, Rainbow estreou no número oito e ficou entre os 100 primeiros por 20 semanas. Rainbow foi certificado como platina pela British Phonographic Industry (BPI), pelas mais de 300.000 unidades comercializadas. Além disso, Rainbow recebeu certificação de platina no Brasil, por 250.000 cópias comercializadas, platina na Nova Zelândia, platina-tripla na Espanha, platina na Argentina, ouro na Bélgica, platina na Holanda, e ouro na Suíça. O álbum vendeu cerca de oito milhões de cópias em todo o mundo.

## Lista das faixas
| Rainbow – Edição padrão |                                                                        | |                             |         |  |
| N.º                     | Título                                                                 | Compositor(es)                                                                                            | Produtor(es)                | Duração |  |
| 1.                      | "Heartbraker" (com part. de Jay-Z)                                     | Mariah Carey Shawn Carter Shirley Elliston Lincoln Chase Michael Walden Jeffrey Cohen                     | Carey DJ Clue               | 4:46    |  |
| 2.                      | "Can't Take That Away (Mariah's Theme)"                                | Carey Diane Warren                                                                                        | Carey Jimmy Jam Terry Lewis | 4:33    |  |
| 3.                      | "Bliss"                                                                | Carey James Harris III Lewis James "Big Jim" Wright                                                       | Carey Jam Lewis             | 5:44    |  |
| 4.                      | "How Much" (com part. de Usher e Jermaine Dupri)                       | Carey Bryan-Michael Cox Jermaine Dupri Tupac Shakur Tyrone Wrice Ricky Rouse                              | Carey Cox Dupri             | 3:31    |  |
| 5.                      | "After Tonight"                                                        | Carey Warren David Foster                                                                                 | Carey Foster                | 4:16    |  |
| 6.                      | "X-Girlfriend"                                                         | Carey Kandi Burruss Kevin "She'kspere" Briggs                                                             | Carey She'kspere            | 3:58    |  |
| 7.                      | "Heartbreaker" (remix) (com part. de Da Brat, Missy Elliott e DJ Clue) | Carey Shawntae Harris Melissa Elliott Ricardo Emanuel Brown Warren Griffin III Andre Young Nathaniel Hale | Carey DJ Clue               | 4:32    |  |
| 8.                      | "Vulnerability (interlúdio)"                                           | Carey | Carey                       | 1:12    |  |
| 9.                      | "Against All Odds (Take a Look at Me Now)"                             | Phil Collins                                                                                              | Carey Jam Lewis             | 3:25    |  |
| 10.                     | "Crybaby" (com part. de Snoop Dogg)                                    | Carey Howie Hersh Snoop Doggy Dogg Trey Lorenz Timothy Gatlin Gene Griffin Aaron Hall III Teddy Riley     | Carey Damizza               | 5:20    |  |
| 11.                     | "Did I Do That?" (com part. de Mystikal e Master P)                    | Carey Craig Bazile Joseph Johnson Tracey Waples Joseph Smokey Robinson Wardell Joseph Quezergue           | Carey Waples                | 4:16    |  |
| 12.                     | "Petals"                                                               | Carey Harris Lewis Wright                                                                                 | Carey Jam Lewis Big Jim     | 4:23    |  |
| 13.                     | "Rainbow (interlúdio)"                                                 | Carey Harris Lewis                                                                                        | Carey Lewis                 | 1:32    |  |
| 14.                     | "Thank God I Found You" (com part. de Joe e 98 Degrees)                | Carey Harris Lewis                                                                                        | Carey Lewis                 | 4:17    |  |

| Rainbow – Edição francesa (faixa bônus) |                                                        |                              |                            |         |  |
| N.º                                     | Título                                                 | Compositor(es)               | Produtor(es)               | Duração |  |
| 15.                                     | "Do You Know Where You're Going To" (Tema de Mahogany) | Michael Masser Gerald Goffin | Carey Stevie J. Mike Mason | 3:47    |  |

| Rainbow – Relançamento de 2000 (faixa bônus) |                                                                    |                |                 |         |  |
| N.º                                          | Título                                                             | Compositor(es) | Produtor(es)    | Duração |  |
| 15.                                          | "Against All Odds (Take a Look at Me Now)" (com part. de Westlife) | Collins        | Carey Steve Mac | 3:25    |  |

| Rainbow – Edição expandida comemorativa de 25 anos (faixas bônus) |                                                                                |                                                          |                      |         |  |
| N.º                                                               | Título                                                                         | Compositor(es)                                           | Produtor(es)         | Duração |  |
| 15.                                                               | "Rainbow's End"                                                                | Carey David Morales Harris Lewis Wright                  | Carey Morales        | 3:40    |  |
| 16.                                                               | "How Much" (So So Def Remix) (com part. de Usher)                              | Carey Cox Dupri Shakur Harper Wrice Rouse                | Carey Dupri          | 3:28    |  |
| 17.                                                               | "Thank God I Found You" (Make It Last Remix) (com part. de Joe e Nas)          | Carey Harris Lewis Riley Keith Sweat                     | DJ Clue Duro         | 5:08    |  |
| 18.                                                               | "Against All Odds (Take a Look at Me Now)" (com part. de Westlife)             | Collins                                                  | Carey Mac            | 3:20    |  |
| 19.                                                               | "There for Me"                                                                 | Carey Foster Warren                                      | Carey Foster         | 4:14    |  |
| 20.                                                               | "Thank God I Found You"                                                        | Carey Harris Lewis                                       | Carey Lewis Harris   | 4:16    |  |
| 21.                                                               | "Love Hangover / Heartbreaker" (ao vivo do VH1 Divas 2000)                     | Carey Cohen Chase Carter Ellis Pam Sawyer Marilyn McLeod |                      | 5:14    |  |
| 22.                                                               | "Can't Take That Away (Mariah's Theme)" (ao vivo do VH1 Divas 2000)            | Carey Warren                                             |                      | 4:35    |  |
| 23.                                                               | "Bliss" (acapella)                                                             | Carey Harris Lewis                                       | Carey Lewis Jam      | 5:27    |  |
| 24.                                                               | "There for Me" (acapella)                                                      | Carey Foster Warren                                      | Carey Foster         | 3:49    |  |
| 25.                                                               | "Heartbreaker / If You Should Ever Be Lonely" (Junior's Heartbreaker Club Mix) | Carey Val Young Frederick Jenkins                        | Carey Junior Vasquez | 10:17   |  |
| 27.                                                               | "Can't Take That Away (Mariah's Theme)" (Morales Revival Triumphant Mix)       | Carey Morales Warren                                     | Morales              | 10:25   |  |
| 28.                                                               | "Against All Odds (Take a Look at Me Now)" (Pound Boys Main Mix)               | Collins                                                  | Carey Lewis Jam      | 8:55    |  |
| 29.                                                               | "Rainbow's End" (David Morales Extended Mix)                                   | Carey Morales Harris Wright Lewis                        | Carey Morales        | 6:19    |  |

Notas
- "Heartbreaker" contém uma amostra de "Attack of the Name Game" de Stacy Lattisaw.
- "How Much" contém uma amostra de "Me and My Girlfriend" de Makaveli.
- "Heartbreaker (Remix)" contém uma amostra de "Ain't No Fun (If the Homies Can't Have None)" de Snoop Dogg.
- "Against All Odds (Take a Look at Me Now)" é um cover de "Against All Odds (Take a Look at Me Now)" de Phil Collins.
- "Crybaby" contém uma amostra de "Piece of My Love" de Guy e "Georgy Porgy" de Toto.
- "Did I Do That?" contém uma amostra de "It Ain't My Fault 2" de Silkk the Shocker.

## Equipe
| Equipe - Mariah Carey – vocais principais, composições, vocais de fundo - David Foster – teclado, composição - Diane Warren – composição - Narada Michael Walden – guitarras, programação - Bryan-Michael Cox – baixo, teclados - Jermaine Dupri – programação, percussão - James "Big Jim" Wright – teclado, baixo - Terry Lewis – sintetizadores, teclados, programação de ritmo - James Harris III – sintetizadores - Trey Lorenz – vocais de fundo - Cindy Mizelle – vocais de fundo - Melonie Daniels – vocais de fundo - Kelly Price – vocais de fundo - Shanrae Price – vocais de fundo | Produção - Mariah Carey – arranjadora, produtora - David Foster – arranjador, produtor - Diane Warren – arranjos - Jermaine Dupri – arranjador, produtor - Narada Michael Walden – produtora - Terry Lewis – arranjador, produtor - James Harris – produtor - Bryan-Michael Cox – produtor - Melissa Elliott – produtora - Calvin Broadus – produtor - Shawn Carter – produtor - DJ Clue – arranjador, produtor |

## Desemepenho nas tabelas musicais
| Chart (1999)                            | Maior posição |
| --------------------------------------- | ------------- |
| Alemanha (Offizielle Deutsche Charts)   | 3             |
| Austrália (ARIA)                        | 4             |
| Áustria (Ö3 Austria Top 40)             | 4             |
| Bélgica (Ultratop Flandres)             | 14            |
| Bélgica (Ultratop Valônia)              | 5             |
| Canadá (Billboard)                      | 2             |
| Dinamarca (Hitlisten)                   | 27            |
| Escócia (Official Scottish Albums)      | 55            |
| Espanha (PROMUSICAE)                    | 7             |
| Estados Unidos (Billboard 200)          | 2             |
| Estados Unidos (Top R&B/Hip Hop Albums) | 2             |
| Europa (Billboard European Albums)      | 1             |
| Finlândia (Suomen virallinen lista)     | 32            |
| França (SNEP)                           | 1             |
| Hungria (MAHASZ)                        | 34            |
| Itália (FIMI)                           | 10            |
| Japão (Oricon)                          | 2             |
| Malásia (RIM)                           | 3             |
| Noruega (VG-lista)                      | 11            |
| Nova Zelândia (RMNZ)                    | 11            |
| Países Baixos (Dutch Charts)            | 4             |
| Reino Unido (Official Albums Chart)     | 8             |
| Reino Unido (UK R&B Albums Chart)       | 2             |
| Suécia (Sverigetopplistan)              | 15            |
| Suíça (Schweizer Hitparade)             | 2             |

| Chart (1999)                                      | Posição |
| ------------------------------------------------- | ------- |
| Alemanha (Offizielle Top 100)                     | 90      |
| Austrália (ARIA)                                  | 71      |
| Bélgica (Ultratop Flanders)                       | 85      |
| Bélgica (Ultratop Wallonia)                       | 48      |
| Canadá (RPM)                                      | 58      |
| Estados Unidos (Billboard 200)                    | 157     |
| França (SNEP)                                     | 25      |
| Itália (Hit Parade Italia)                        | 65      |
| Japão (Oricon)                                    | 62      |
| Países Baixos (MegaCharts)                        | 97      |
| Reino Unido (OCC)                                 | 86      |
| Chart (2000)                                      | Posição |
| Bélgica (Ultratop Flanders)                       | 89      |
| Bélgica (Ultratop Wallonia)                       | 51      |
| Estados Unidos (Billboard 200)                    | 31      |
| Estados Unidos (Billboard Top R&B/Hip-Hop Albums) | 48      |
| França (SNEP)                                     | 67      |
| Suíça (Schweizer Hitparade)                       | 98      |

## Vendas e certificações
| Região                                                                                             | Certificação | Vendas     |
| -------------------------------------------------------------------------------------------------- | ------------ | ---------- |
| Argentina (CAPIF)                                                                                  | Ouro         | 30,000^    |
| Alemanha (BVMI)                                                                                    | Platina      | 300,000^   |
| Austrália (ARIA)                                                                                   | Ouro         | 35,000^    |
| Bélgica (BEA)                                                                                      | Ouro         | 25,000*    |
| Brasil (Pro-Música Brasil)                                                                         | Platina      | 250,000*   |
| Canadá (Music Canada)                                                                              | 2× Platina   | 250,000    |
| Espanha (PROMUSICAE)                                                                               | Platina      | 100,000^   |
| Estados Unidos (RIAA)                                                                              | 3× Platina   | 2,968,000  |
| França (SNEP)                                                                                      | Platina      | 423,000    |
| Japão (RIAJ)                                                                                       | 4× Platina   | 800,000^   |
| Nova Zelândia (RMNZ)                                                                               | Platina      | 15,000^    |
| Países Baixos (NVPI)                                                                               | Ouro         | 50,000^    |
| Reino Unido (BPI)                                                                                  | Platina      | 100,000    |
| Suíça (IFPI Suíça)                                                                                 | Ouro         | 25,000^    |
| Resumo                                                                                             |              |            |
| Europa (IFPI)                                                                                      | Platina      | 1,000,000* |
| *números de vendas baseados somente na certificação ^distribuições baseadas apenas na certificação |              |            |